# Turold de Rochester
Turold de Rochester (latín: Turoldus) fue uno de los tres caballeros normandos del siglo XI mencionados en el Libro Domesday de 1086 y representado en el Tapiz de Bayeux como militar que acompañó a Guillermo II de Normandía en la conquista de Inglaterra. El nombre es normando, posiblemente un vasallo de Odón de Bayeux. A la vista del volumen de las propiedades y el vínculo con el obispo, se ha sugerido que fue steward de Odón, por lo menos hasta antes de 1086.

## Tapiz de Bayeux
El nombre de Turold aparece entre dos figuras, un soldado armado con una lanza y otro personaje aquejado de enanismo sustentando las riendas de un caballo. Como Turold fue un nombre muy común en aquella época, puede ser que ambos tuvieran el mismo nombre, o que realmente Turold estuviese aquejado de acondroplasia, pues parece ser que su hijo Ralph (Radulfus de Curva-espina) también sufría de ciertas limitaciones físicas.

## Libro Domesday
En el Libro Domesday, Turold aparece como subarrendatario de Odón de Bayeux, y administrador de sus feudos en Essex. Al parecer Turold no tenía propiedades significativas en Normandía por lo que Odón, que ya recibió el castillo de Dover de Guillermo el Conquistador, le cedió Rochester. Tras la caída en desgracia de Odón en 1083, sus tierras de Stifford fueron repartidas entre barones vecinos. Algunas fueron adquiridas por el obispo de Londres. El señorío de Gravesend volvió a la propiedad de la Corona, así como Luddesdown. La influencia de Turold fue consecuentemente en declive.

## Herencia
El Libro Domesday se cita a su hijo Ralph Fitz Turold como condestable del castillo de Rochester, tras la muerte de su padre.